# Massacre de Los Horcones
O Massacre de Los Horcones foi uma série de assassinatos ocorridos na fazenda Los Horcones, no departamento de Olancho, em Honduras, durante o mês de junho de 1975, em que catorze líderes religiosos, camponeses e estudantes foram mortos por membros das Forças Armadas de Honduras. 
Os acontecimentos que precederam o massacre ocorreram quando, em meados de junho, foram organizadas passeatas que envolviam principalmente camponeses contrários a expropriação de suas terras que aconteciam na região, porém, também contaram com a presença de outros setores que coletivamente apoiavam a causa. Na época, o político e general Oswaldo López Arellano era o presidente hondurenho. O major José Enrique Chinchilla, o tenente Benjamín Plata, José Manuel Zelaya Ordóñez e Carlos Bahr foram condenados a vinte anos de prisão por envolvimento no massacre. Cabe destacar que José Manuel Zelaya Ordóñez é pai de Manuel Zelaya, posteriormente presidente de Honduras.

## Acontecimentos
Entre as pessoas executadas estavam o padre Iván Betancourt, sacerdote colombiano que participava das manifestações organizadas pelos camponeses para denunciar a adjudicação de terras que vinham ocorrendo no local, e o padre Michael Jerome Cypher (Padre Casimiro), um sacerdote de Wisconsin, Estados Unidos, que foi torturado até a morte durante o interrogatório.
Cinco agricultores foram queimados vivos. Os corpos dos dois padres foram castrados e severamente mutilados. Duas mulheres foram jogadas em um poço com vida antes de ser dinamitado.
De acordo com a jornalista e autora Wendy Griffin, "o Massacre de Los Horcones foi visto como um embate entre os interesses dos grandes latifundiários e o ativismo social da igreja na época". Depois que os corpos foram encontrados, o governo central ordenou que todos os padres, monges e freiras deixassem a área para sua própria segurança.